# Salicylaldehyd
Salicylaldehyd ist eine natürlich in einigen Pflanzen und Insekten vorkommende chemische Verbindung, die heute vielfach als Duftstoff und in der pharmazeutischen und chemischen Industrie Verwendung findet. Es leitet sich sowohl vom Benzaldehyd als auch vom Phenol ab. Die Struktur besteht aus einem Benzolring mit angefügter Aldehyd- (–CHO) und Hydroxygruppe (–OH) als Substituenten. Salicylaldehyd gehört zur Gruppe der Hydroxybenzaldehyde.

## Geschichte
Ungefähr um 1838 gelang es dem Schweizer Apotheker und Pharmazeuten Johann Pagenstecher, aus den Blüten von Mädesüß Salicylaldehyd zu gewinnen.

## Vorkommen

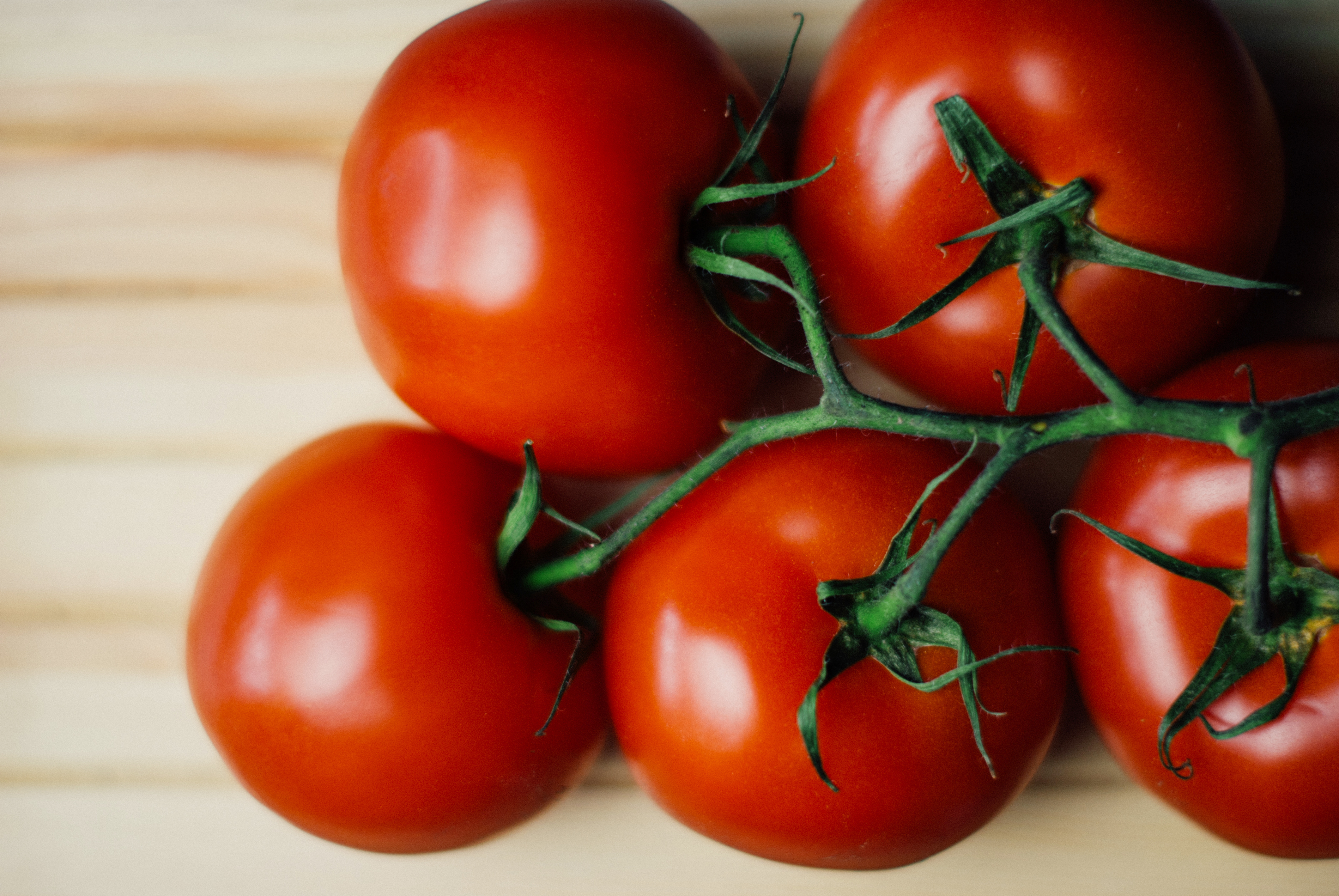
Tomaten enthalten natürlicherweise Salicylaldehyd

Salicylaldehyd kommt in Rooibos, Tee, Echtem Buchweizen, Echtem Mädesüß, Tomaten, Polei-Minzen, Virginischem Tabak und Tagetes minuta vor. Insekten (Blattkäfer) produzieren diese Verbindung in speziellen Drüsen gegen Fraßfeinde aus dem Salicin ihrer Wirtspflanzen.

## Gewinnung und Darstellung
Früher wurde Salicylaldehyd durch die Reimer-Tiemann-Reaktion (1876, frühe Carbenchemie) gewonnen. Dabei werden Chloroform, Kaliumhydroxid und Phenol als Ausgangsstoffe benutzt. Heute wird als Verbesserung eine Phasentransferkatalyse verwendet.

## Eigenschaften
Salicylaldehyd besitzt gegenüber dem Phenol (9,99) einen deutlich niedrigeren pKs-Wert von 6,79; die elektronenziehende Aldehydgruppe (−M-Effekt) erhöht die Acidität; die phenolische OH-Bindung wird zunehmend polarisiert. Der Flammpunkt liegt bei 78 °C.

## Verwendung
Salicylaldehyd dient als Zwischenprodukt in der Farbstoff- und Arzneimittelindustrie sowie in 10%iger alkoholischer Lösung zum Nachweis von Ketonen (z. B. Aceton im Harn) und von Fuselölen im Alkohol. Außerdem wird er zur Herstellung von Schiffschen Basen, z. B. dem Komplexbildner N,N′-Bis(salicyliden)ethylendiamin (Abkürzung: salen), dessen Cobalt(II)-komplex (Salcomin) reversibel Sauerstoff binden kann, benutzt. Weiterhin wird es als Duftstoff in Parfüms eingesetzt.
Oxidation mit Wasserstoffperoxid ergibt Brenzcatechin (Dakin-Reaktion).
Cumarin wird mit der Perkinschen Synthese aus Salicylaldehyd und Essigsäureanhydrid hergestellt.